# Orange Trench Cemetery
Le Orange Trench Cemetery est un cimetière militaire de la Première Guerre mondiale, situé sur le territoire de la commune de Monchy-le-Preux , dans le département du Pas-de-Calais, à l'est d'Arras.

## Localisation
Ce cimetière est situé à 500 m au nord-ouest du village, rue du Tilleul.

## Histoire

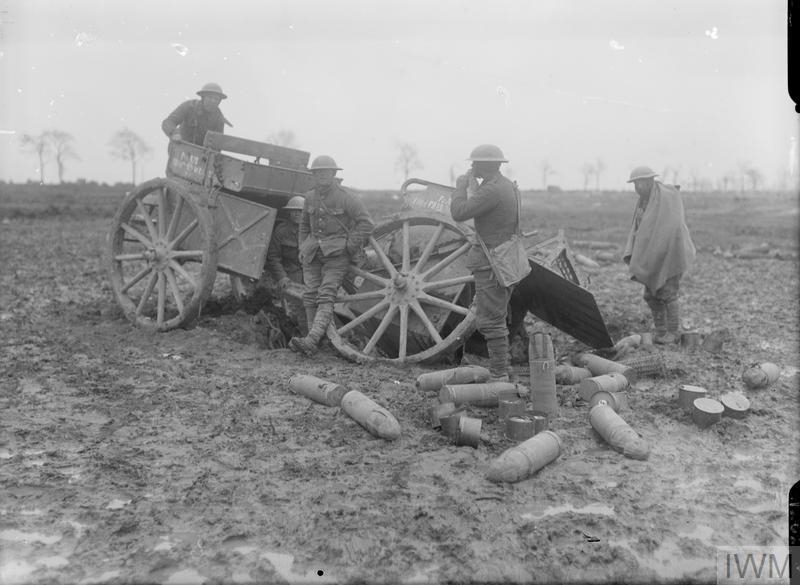
Les soldats britanniques près d'un transport de munitions allemandes détruit à Monchy-le-Preux le 11 avril 1917.

Le secteur a été conquis par les troupes du Commonwealth en avril 1917, lors de la bataille d'Arras, puis à nouveau en août 1918.
Le cimetière de la tranchée d'Orange a été construit après les combats du 9 au 11 avril 1917, lorsque les 12e, 15e et 37e Divisions s'emparèrent de  Monchy-le-Preux. Tous les soldats britanniques inhumés dans ce cimetière sont tombés en avril et mai 1917.
Orange Trench Cemetery comporte 118 sépultures  dont exactement la moitié, soit 59, ne sont pas identifiées.

## Caractéristiques
Ce  cimetière est entouré d'une haie d'arbustes. Le cimetière a été conçu par les architectes britanniques Edwin Lutyens et William Harrison Cowlishaw.

## Galerie

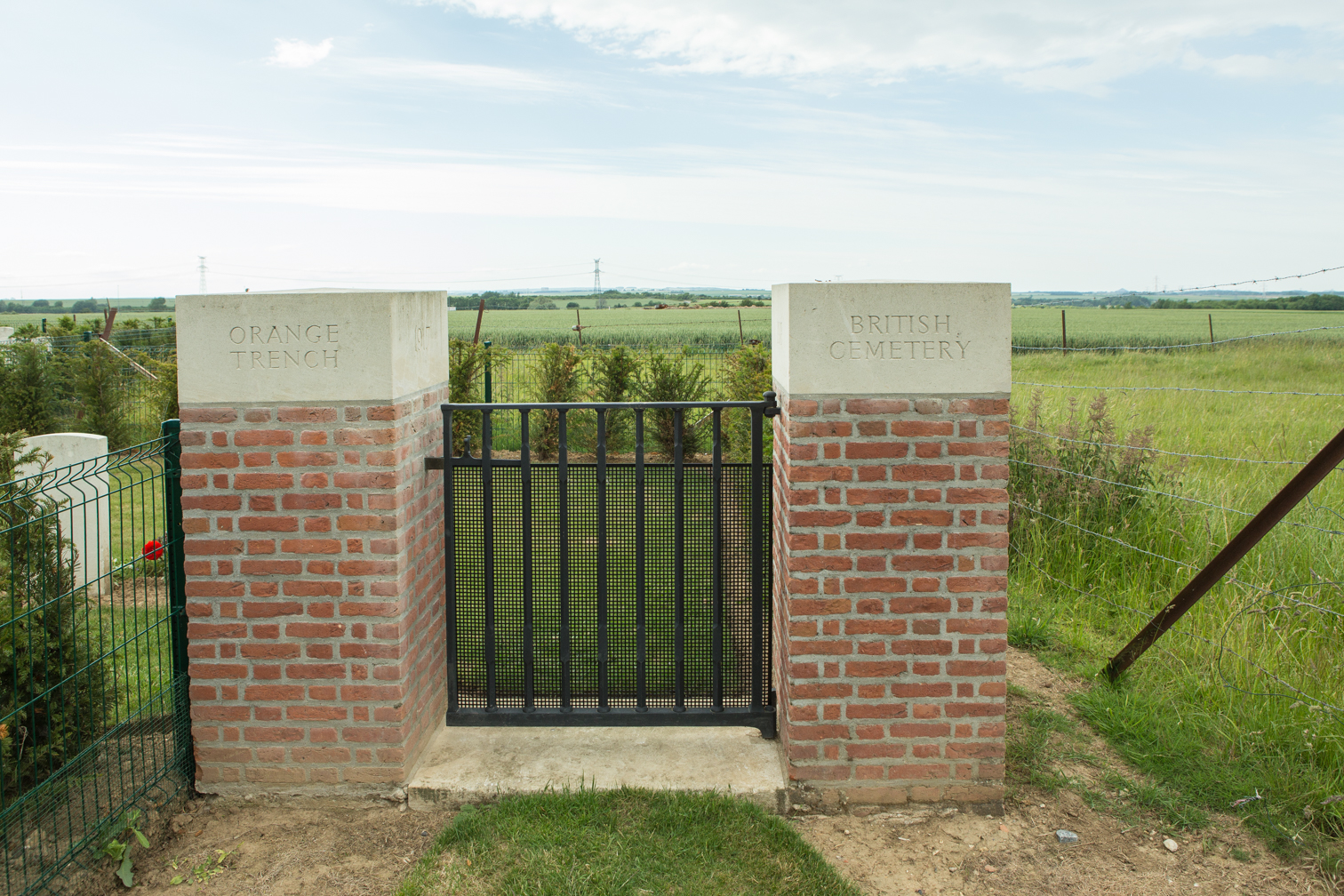
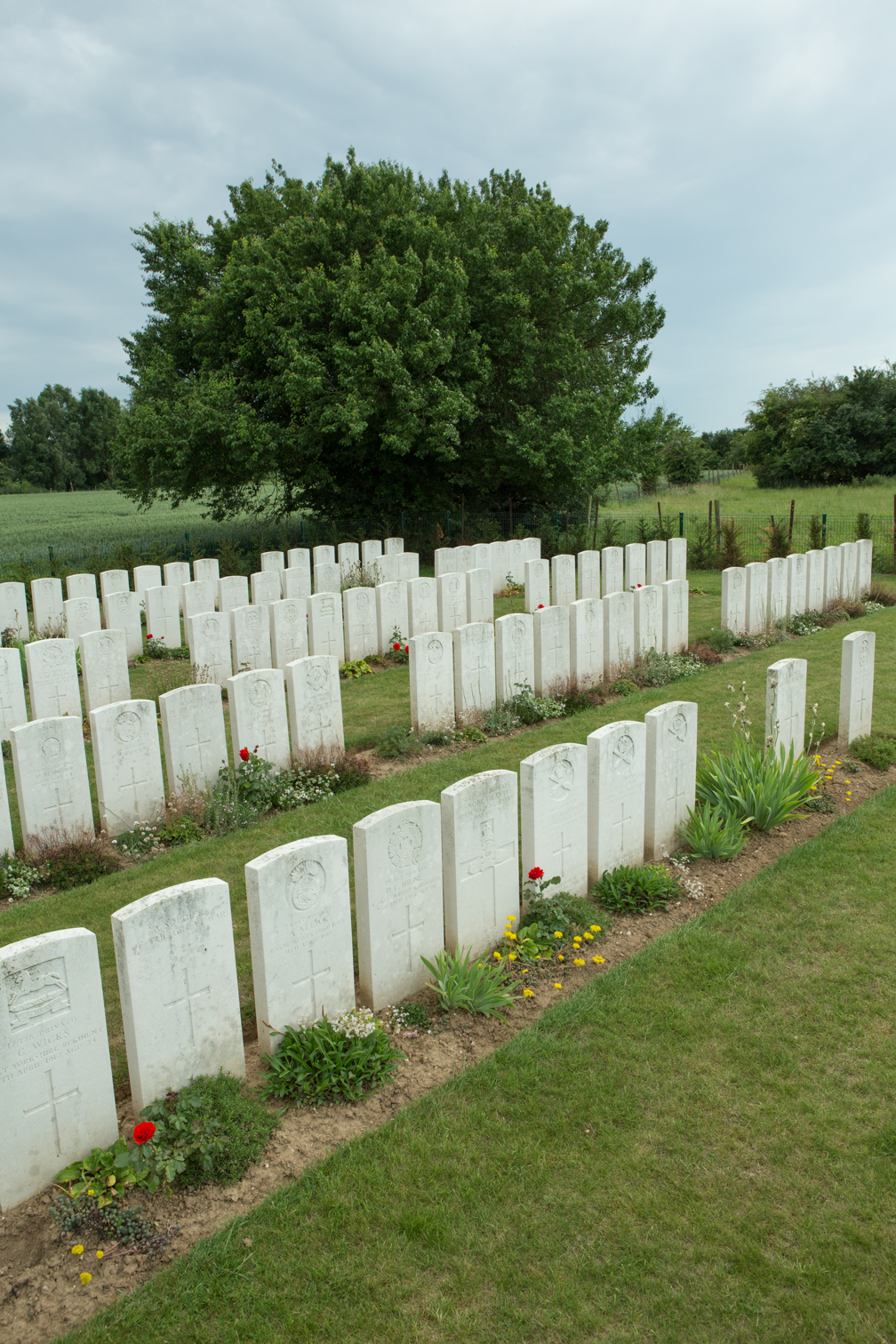
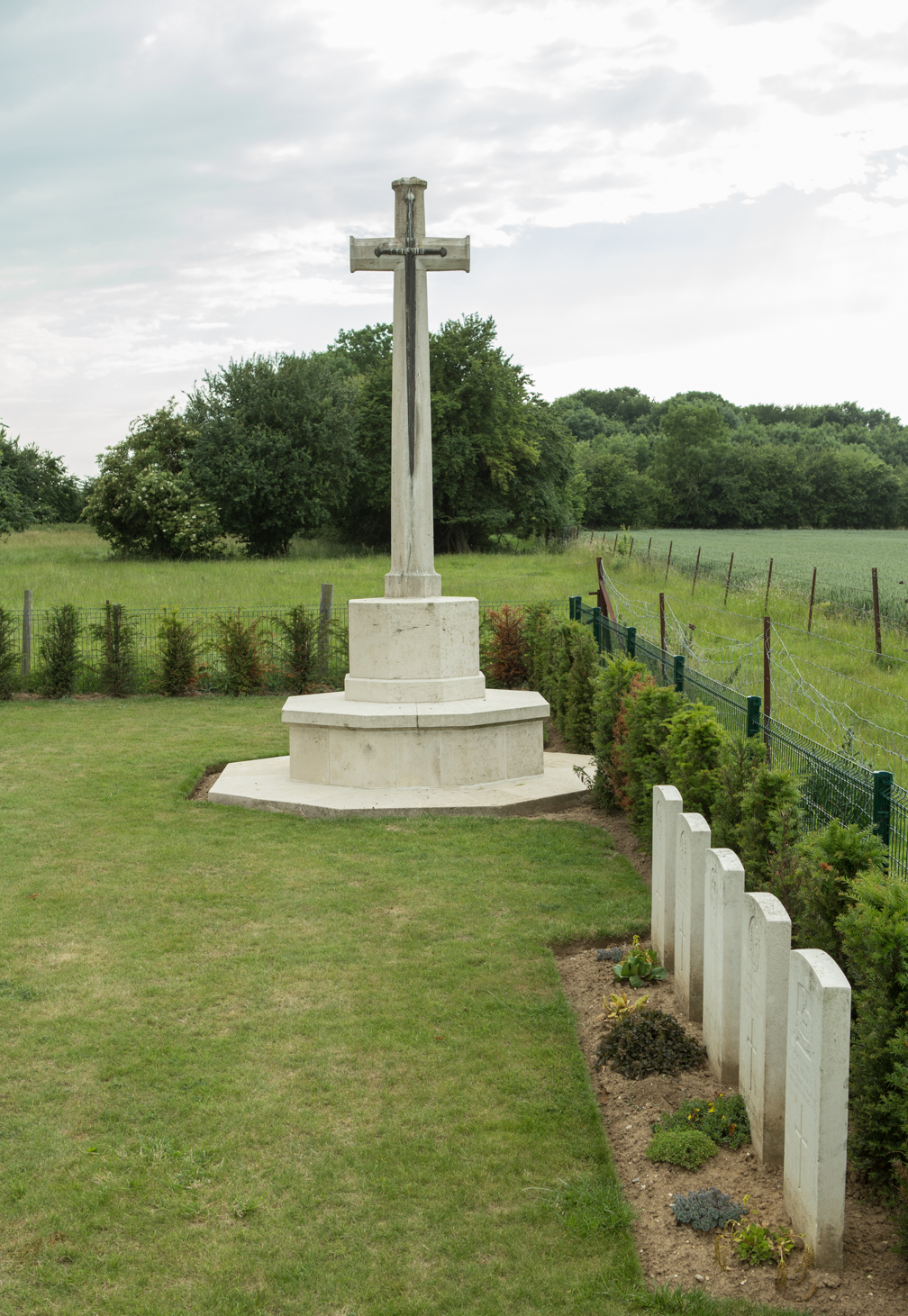
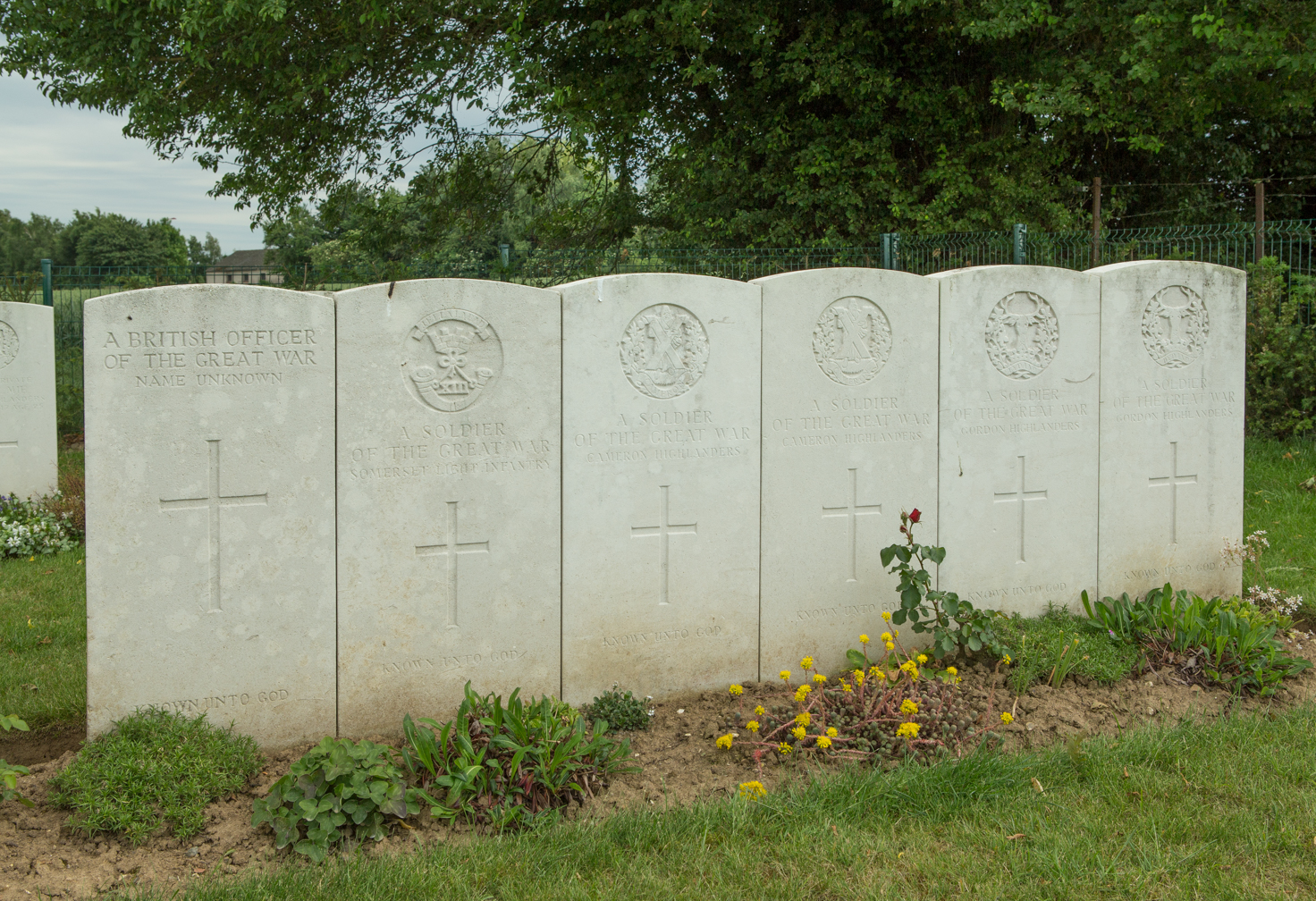
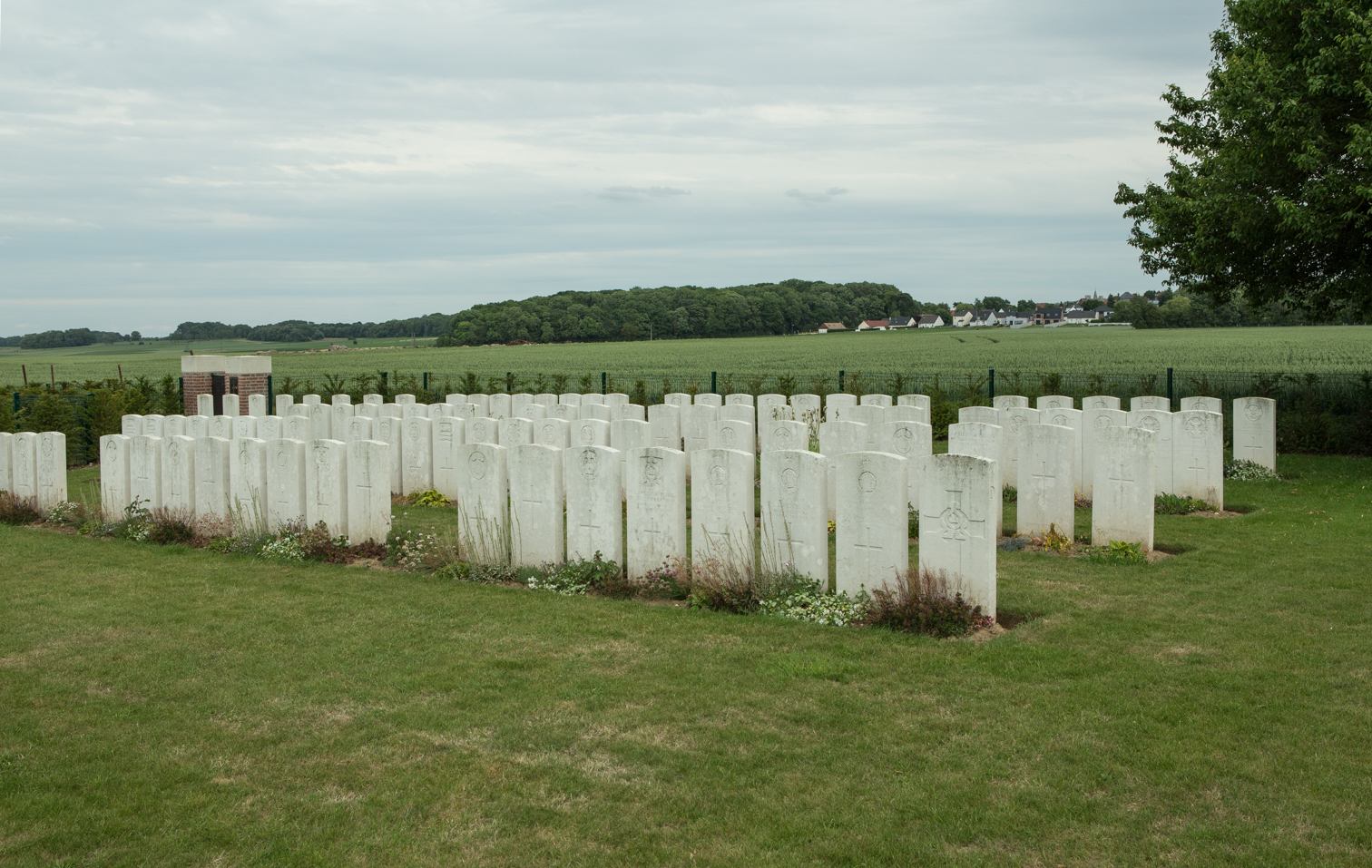

## Sépultures
| Pays        | Sépultures |
| ----------- | ---------- |
| Royaume-Uni | 118        |

## Pour approfondir